# 锡拉库萨文化遗产管理局宫

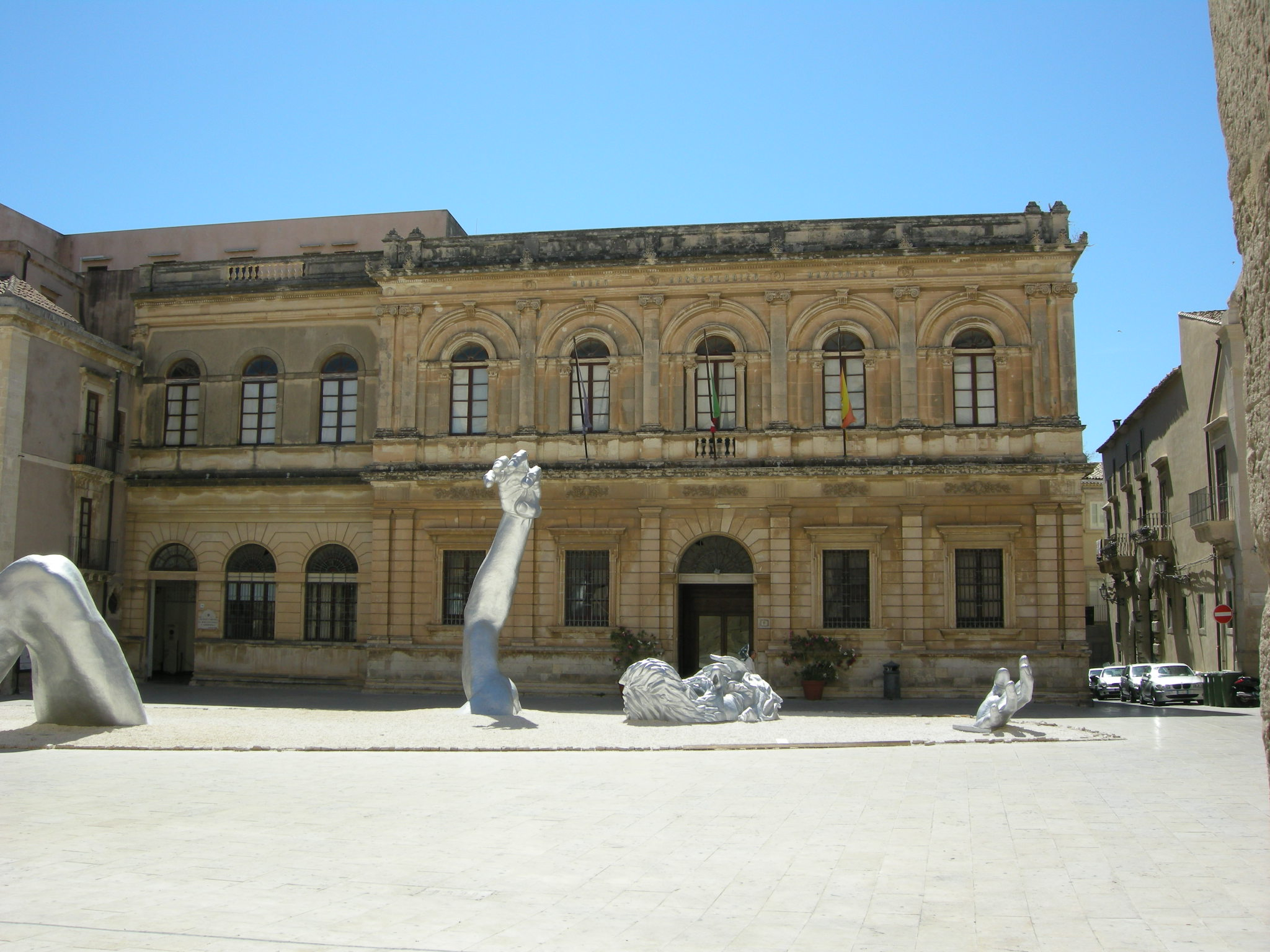

锡拉库萨文化遗产管理局宫（義大利語：Palazzo della Sovrintendenza ai Beni Culturali di Siracusa）位于意大利西西里奥提伽岛锡拉库萨主教座堂广场，是锡拉库萨文化遗产管理局的所在地。这座宫殿又名“钱柜”（Gabinetto Numismatico），因为设有永久性的古钱币展览。

## 建筑
这座宫殿建于1800下半叶，为新古典主义建筑风格。建筑共两层，一楼有一扇大圆门和四扇矩形大窗户，楼上有五扇圆形窗户，中间有八根柱子，柱子上有爱奥尼亚式的柱头。
建筑内部房间很大，还有希腊、罗马和中世纪的钱币收藏，其中许多是在锡拉库萨发现的。

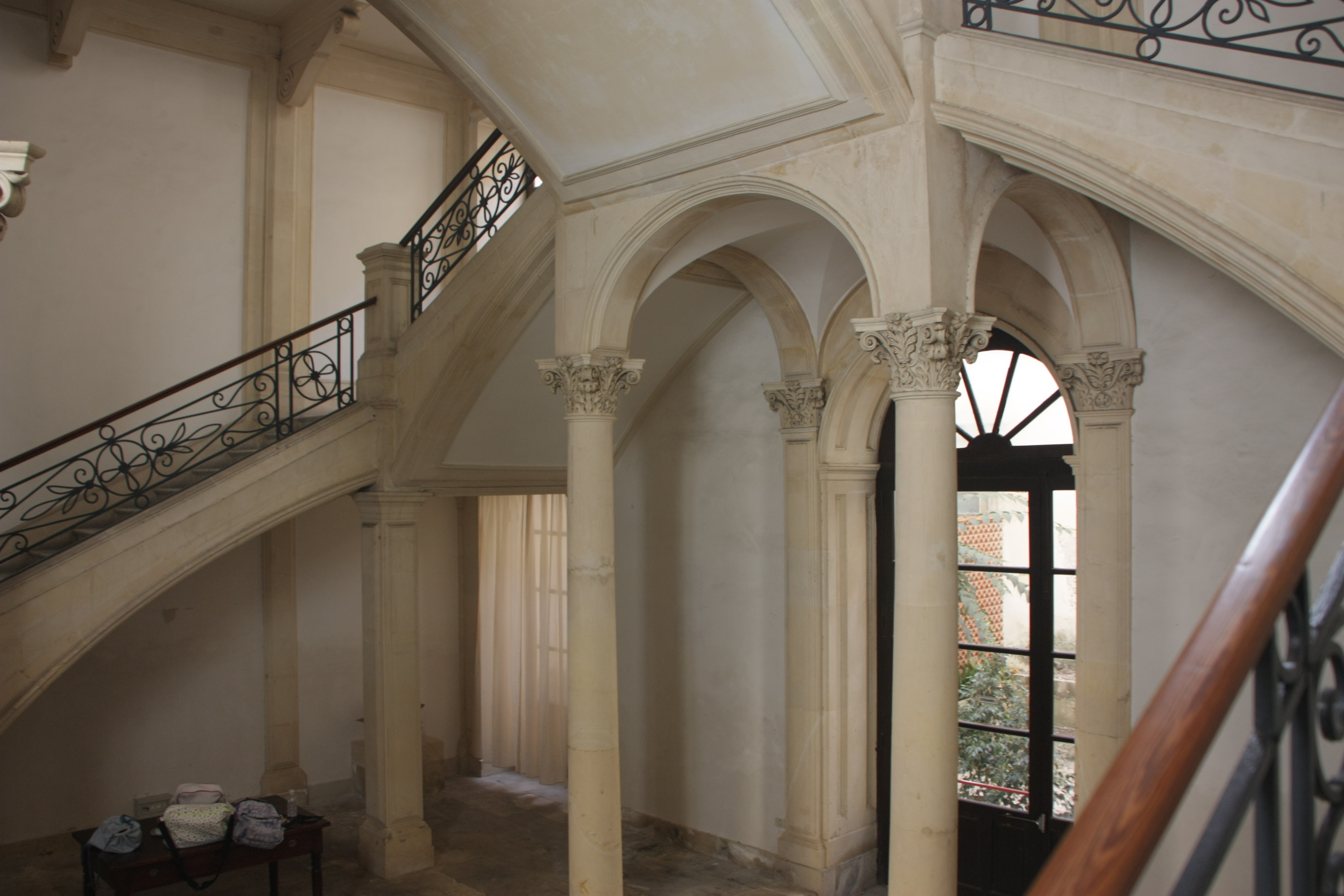
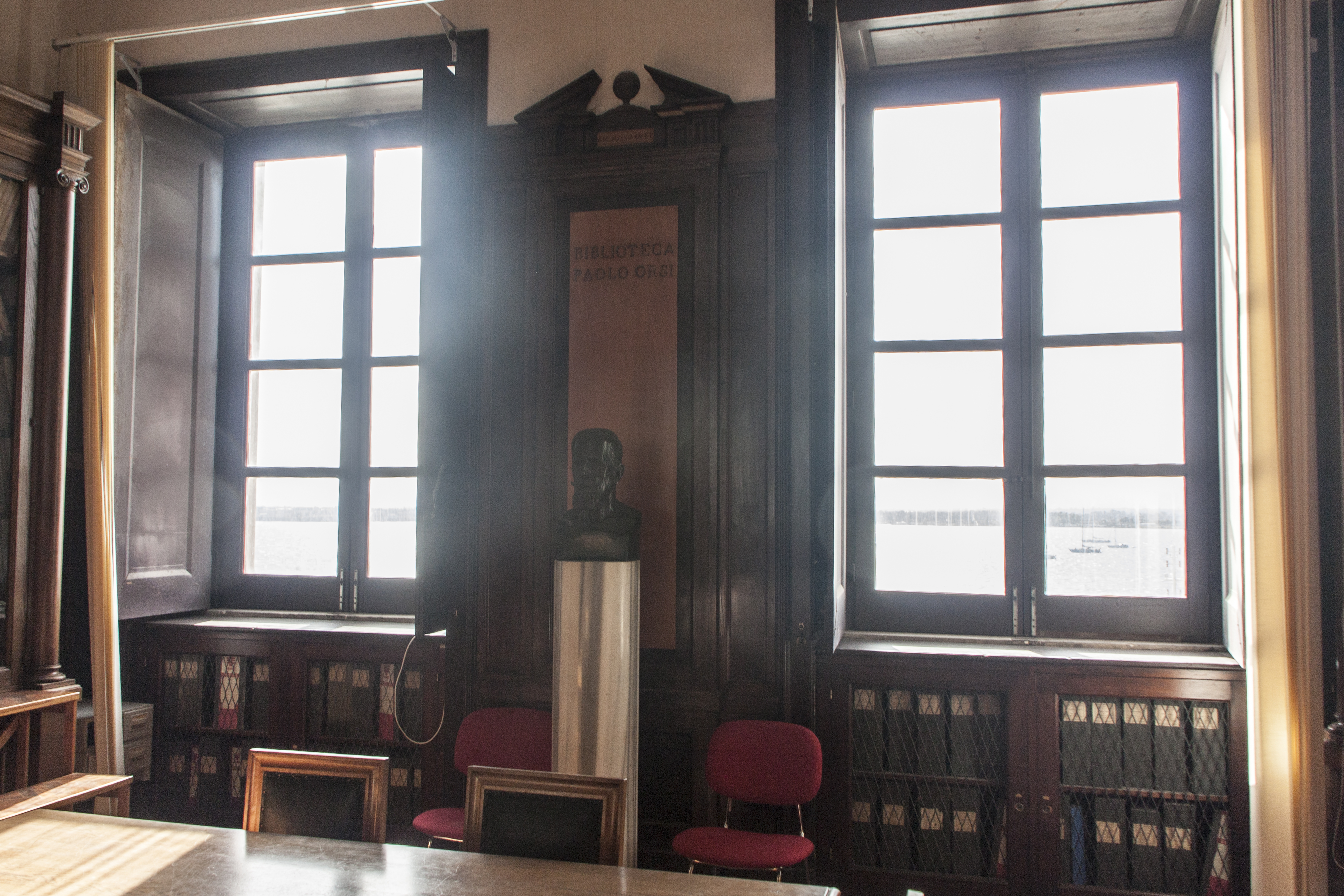
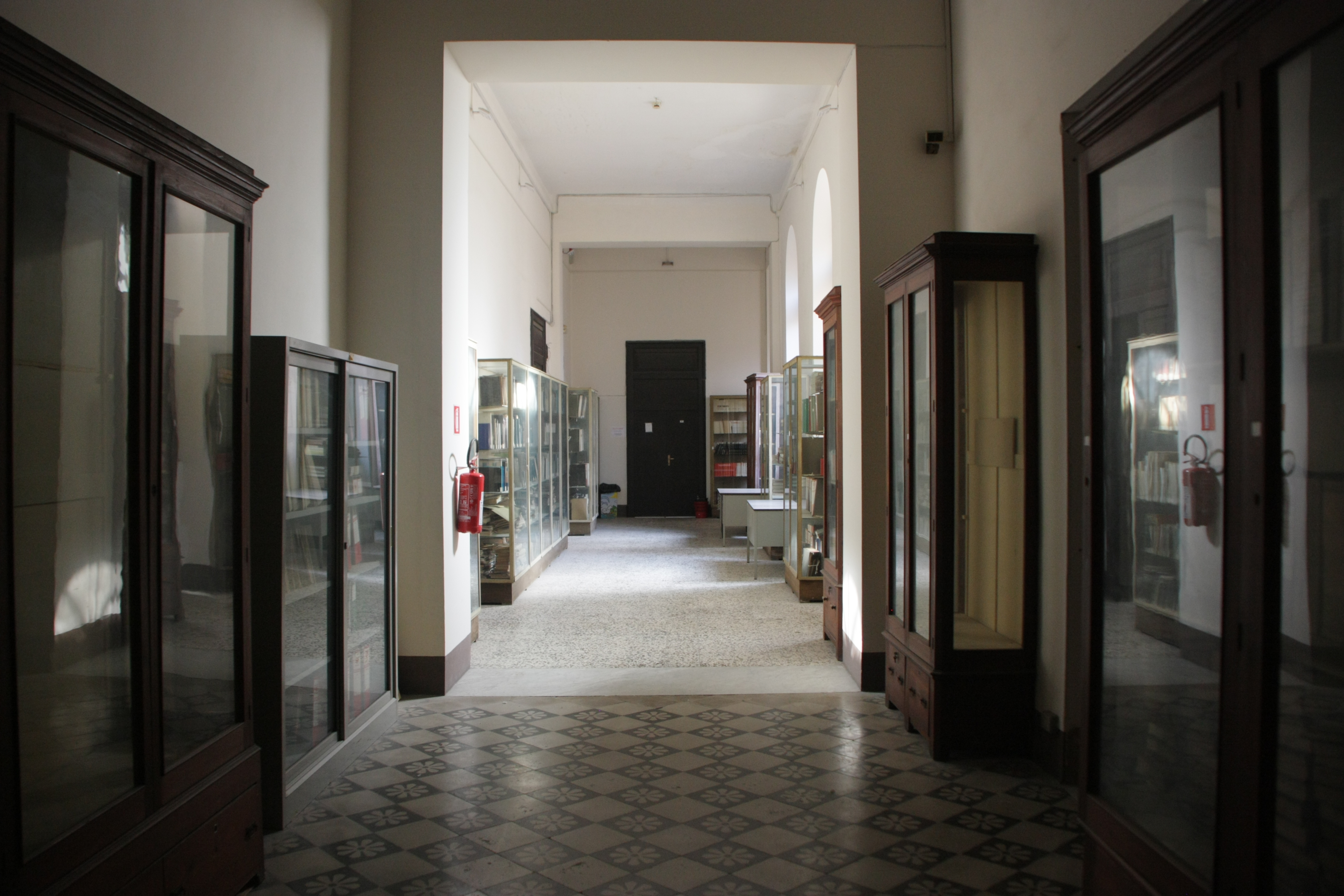